# Державна гендерна політика
Державна гендерна політика — це діяльність державних інституцій з реалізації та гарантування рівних прав, свобод і можливостей для жінок і чоловіків, утвердження рівності статей та формування гендерної культури в суспільстві у масштабі окремої держави. Слово «політика» в цьому контексті стосується не лише внутрішніх законів та планів держави (policy), а й стратегічних напрямків руху розвитку країни, її зовнішньополітичної позиції (politics).

## Елементи та інструменти
Серед методів реалізації гендерної політики в масштабі держави, зокрема, наступні:
- цілеспрямоване розроблення планів та стратегій розвитку держави з урахуванням питань статі;
- прийняття законодавства, що включає жінок, гендерна експертиза чинного законодавства;
- розробка та імплементація державних механізмів забезпечення рівності статей в суспільстві, узгодження їх із громадськістю, гарантування їхнього здійснення;
- імплементація позитивних дій в законодавстві та на практиці;
- захист репродуктивних прав та здоров’я жінок та дівчат;
- протидія дискримінації жінок на робочих місцях, в освітніх та інших соціальних процесах;
- розробка та імплементація протидії насильству проти жінок, в тому числі сексуальному, моніторинг рівня злочинів на основі статі та створення шляхів реабілітації для тих, хто від них постраждали;
- сприяння просвітницькій діяльності щодо гендерних питань, взаємодія з науковими установами задля проведення гендерних досліджень соціальних процесів у країні;
- заснування тематичних днів, виставок, гендерних музеїв та благодійних заходів задля висвітлення теми гендерної нерівності.

Приклади інструментів, що можуть застосовуватися в гендерних політиках окремих держав:
- Гендерний мейнстримінг (глобальна стратегія досягнення гендерної рівності),
- Гендерне квотування (збільшення кількості жінок у сфері для забезпечення рівного представництва (паритету статей)),
- Шведська модель протидії проституції, торгівлі жінками та дівчатами для сексуальної експлуатації,
- Стамбульська конвенція (імплементація практик та механізмів боротьби з домашнім насильством),
- Феміністична мовна реформа (реформування сексистських та андроцентричних аспектів мовної практики),
- Сексуальна освіта в системі державної освіти.

## Історія
У кінці ХХ та на початку ХХІ століття великого розквіту зазнав напрям політики щодо рівності прав і можливостей для жінок і чоловіків у світовому та європейському співтовариствах. Цьому передувала активна діяльність міжурядових організаційних структур, створення та прийняття міжнародних документів, а також проведення світових та європейських регіональних форумів з питань рівності. Міжнародний феміністичний рух відіграв ключову роль у цій ініціативі. Результатом цієї діяльності стала глобальна концепція політичних перетворень, відома як гендерний мейнстримінг, яка передбачає інтеграцію ґендерних підходів у всі сфери суспільного та державного життя країн.
Серед важливих документів, що формували майбутню державну гендерну політику країн світу, є і міжнародні документи, і конвенції. Зокрема, основні:
- У 1979 р. Генеральною Асамблеєю ООН була прийнята Конвенція про ліквідацію всіх форм дискримінації щодо жінок, яку Україна ратифікувала 12 березня 1981 року.
- Стамбульська конвенція або Конвенція Ради Європи про запобігання та боротьбу з насильством проти жінок і домашнім насильством, яку Україна ратифікувала 20 червня 2022 року.
- Пекінська декларація та Платформа дій, підписані 189 країнами, зокрема і Україною, в 1995р. Платформа дій ґрунтується на світогляді, в якому кожна жінка та дівчина мають можливість реалізувати свій потенціал, волю та право на вибір, а також знання та використання своїх прав. Наприклад, це право жити без насильства, отримувати освіту, доступ до прийняття рішень, рівну оплату праці за однакові зусилля. Для внесення змін у Пекінську Платформу дій були визначені 12 найважливіших проблемних напрямків, які потребують комплексного вирішення.[2]

## Державна гендерна політика в Україні
З наближенням ХХІ століття глобалізація привернула увагу до великого розриву між становищем українських жінки і чоловіка. Це поставило у центр уваги роль і важливість державної ґендерної політики як сильного інструмента для подолання цієї нерівності.
“Державна ґендерна політика України в тому, що стосується документального вираження, чіткості змісту і напрямів втілення, сформувалася в перші роки ХХІ століття. Рубіжним роком, коли поняття «ґендер» серед політиків при його вживанні перестало уточнюватися, стали 2005-2006 рр. В ці роки саме з питань рівності жінок і чоловіків були прийняті важливі державні документи стратегічного значення.” Йдеться, зокрема, про:
- Указ Президента України «Про вдосконалення роботи центральних і місцевих органів виконавчої влади щодо забезпечення рівних прав та можливостей жінок і чоловіків» від 26 липня 2005 року №1135/2005;
- Закон України «Про забезпечення рівних прав та можливостей жінок і чоловіків», прийнятий Верховною Радою України 8 вересня 2005 року № 2866-ІV;
- Державна програма з утвердження ґендерної рівності в українському суспільстві на період до 2010 року, затверджена постановою Кабінету Міністрів України від 27 грудня 2006 р. № 1834.

Надзвичайно важливим для інтегрування ґендерного підходу в українське суспільство стало визначення у Законі основних напрямів державної політики щодо забезпечення рівних прав і можливостей жінок та чоловіків.
Серед інших державних кроків з запобіганню дискримінації за статтю можна назвати Закон «Про внесення змін до Закону України «Про рекламу» щодо протидії дискримінації за ознакою статі», прийнятий у 2022 році, у народі названий “Закон проти сексизму”. Крім того, Україна приєдналась до феміністичної мовної реформи, унормувавши правила творення фемінітивів в Українському правописі 2019 року у 2020 році.
Згідно з даними звіту World Economic Forum 2023 року, Україна посіла 66 місце з 146 розглянутих країн, показуючи стабільний прогрес. У субіндексах економічної участі та освіти Україна займає 55 і 56 місця відповідно, ситуація, втім, гірша у секції політичної участі та заоохочення, де розрив між статями більший.

### Національний план дій з виконання резолюції Ради Безпеки ООН 1325 “Жінки, мир, безпека” на період до 2025 року
Національний план дій з виконання резолюції Ради Безпеки ООН є важливим інструментом для країни у здійсненні зобов'язань перед міжнародним співтовариством та забезпеченні мирного та сталого розвитку. Цей документ відображає національні заходи та стратегії, спрямовані на реалізацію вимог міжнародних резолюцій, зокрема тих, що приймаються Радою Безпеки ООН. Національний план дій стає мостом між внутрішньою та зовнішньою політикою країни, оскільки він відображає зусилля держави відповідати на глобальні виклики та враховувати міжнародні обов'язки, забезпечуючи тим самим свою активну роль у міжнародних справах.
Гендерна політика в Україні з 2014 року зазнала впливу збройної агресії Російської Федерації та тимчасової окупації частини території. Війна РФ проти України має нерівні наслідки для жінок і чоловіків, перш за все для цивільного населення.
Умови конфлікту впливають на жінок і чоловіків по-різному через нерівність доступу до ресурсів та процесів прийняття рішень, а також існуючі гендерні стереотипи про роль жінок та чоловіків у суспільному та політичному житті. Це негативно впливає на представленість та участь жінок у цих процесах.
Наприклад, у 2020 році склад тристоронньої контактної групи з мирного врегулювання ситуації на окремих територіях сходу України був недостатньо представлений жінками. Лише 2 жінки від України були включені до цієї групи, і при цьому вони займалися гуманітарними та соціально-економічними питаннями.
Жінки також є більш вразливими до негативних наслідків збройної агресії. За офіційною статистикою, серед внутрішньо переміщених осіб, безробітних внутрішньо переміщених осіб, постраждалих від насильства за ознакою статі та інших вразливих груп переважають жінки. Наприклад, станом на 1 січня 2022 року на обліку перебувало 1 477 114 внутрішньо переміщених осіб з тимчасово окупованих територій, з яких 59 % складали жінки. Частка жінок серед безробітних внутрішньо переміщених осіб становила 63 %.
Вимушене переміщення також негативно впливає на жінок з точки зору працевлаштування, доходів, залежності від соціальних виплат і неоплачуваної домашньої роботи. Жінки стають більш обмеженими в можливостях участі в суспільному та політичному житті.
Повномасштабне вторгнення Росії в Україну 24 лютого 2022 року змусило майже третину українців та українок покинути свої домівки.
Звіт Управління Верховного комісара ООН з прав людини "Вплив на права людини в Україні збройної агресії Російської Федерації" показав, що це переміщення має найбільший вплив на жінок, оскільки вони стикаються з додатковим навантаженням по догляду за дітьми, людьми похилого віку, особами з інвалідністю та іншими маломобільними групами.
Також внаслідок війни на сході України утворилася соціальна група ветеранок, серед яких понад 16,5 тисяч жінок (4,2 % загальної кількості учасників(-ць) бойових дій) отримали статус учасників антитерористичної операції / операції Об'єднаних сил, що регулюється Міністерством ветеранів. Це, під тиском українського феміністичного руху, зокрема організації Жіночий ветеранський рух, вплинуло на подальші системні зміни, зокрема, нарещті було скасовано заборону для жінок сержантського складу займати бойові посади у Збройних Силах (див. Жінки в Збройних силах України).
У Національному плані враховано ряд міжнародних зобов’язань України у сфері прав людини, зокрема стосовно досягнення Цілей сталого розвитку ООН до 2030 року, визначених резолюцією Генеральної Асамблеї ООН від 25 вересня 2015 р. № 70/1, виконання Пекінської декларації, прийнятої 15 вересня 1995 р. на четвертій Всесвітній конференції із становища жінок, Конвенції ООН про ліквідацію всіх форм дискримінації щодо жінок та Факультативного протоколу до неї та інших міжнародних конвенцій та договорів, спрямованих на протидію гендерній нерівності.
За напрямом євроатлантичної інтеграції в Національному плані враховано пріоритети, визначені Річною національною програмою під егідою Комісії Україна - НАТО. За структурою та змістом зазначена Програма базується на рекомендаціях НАТО і пріоритетах діяльності органів державної влади, зокрема щодо проведення реформ у секторі безпеки і оборони, забезпечення рівних прав та можливостей жінок і чоловіків. Нацплан має такі директиви:
Стратегічна ціль 1. Забезпечення рівноправної участі жінок і чоловіків у прийнятті рішень щодо запобігання конфліктам, розв’язання конфліктів, постконфліктного відновлення на всіх рівнях та в усіх сферах, зокрема в секторі безпеки і оборони.
Стратегічна ціль 2. Створення гендерно чутливої системи ідентифікації безпекових викликів, запобігання таким викликам, реагування на них.
Стратегічна ціль 3. Забезпечення процесу постконфліктного відновлення, розбудови та впровадження системи перехідного правосуддя за принципами забезпечення рівних прав та можливостей жінок і чоловіків.
Стратегічна ціль 4. Забезпечення захисту від насильства за ознакою статі, сексуального насильства (в умовах збройного конфлікту та в мирний час).
Стратегічна ціль 5. Забезпечення розвиненої інституційної спроможності виконавців Національного плану для ефективного впровадження порядку денного “Жінки, мир, безпека” відповідно до міжнародних стандартів.

### Діяльність громадських організацій
За розвиток гендерної політики та достатніх рівних прав в Україні також виступають громадські організації. Залежно від обраного напрямку роботи, вони допомагають жінкам, які постраждали від насильства та несправедливості, в тому числі з боку держави; поширюють інформаційні ресурси, організовують демонстрації та акції, закликають іти на контакт з державою або вимагають суспільних змін, наприклад, шляхом підписання петицій за скасування заборони безрецептурного продажу екстреної контрацепції.
Інші організації, що займаються висвітленням питань прав жінок: 
- Міжфракційне депутатське об'єднання «Рівні можливості»
- Жіночий ветеранський рух
- Союз українок
- “La Strada Ukraine”
- “Ліга захисту жінок”
- “Національна рада жінок України”
- Кампанія проти сексизму «Повага»
- “HeForShe Ukraine”

### Особистості
- Елла Ламах — гендерна експертка, тренерка, консультантка та організаторка заходів з дотримання прав жінок, жіночого лідерства, освіти жінок та дівчат, імплементації міжнародних практик в українську гендерну політику.
- Інна Совсун — народна депутатка та громадська діячка, авторка законопроєкту про цивільні партнерства, співавторка та ініціаторка відповідних змін до законодавства України згідно з ратифікацією Стамбульської конвенції.
- Олена Шевченко — українська правозахисниця, ЛГБТ- та фемактивістка, засновниця громадських організацій "Інсайт" та "Марш жінок".
- Тамара Марценюк — гендерна експертка, викладачка курсів «Вступ до гендерних студій», «Гендер і політика», «Маскулінність і чоловічі студії», «Фемінізм як соціальна теорія та суспільний рух». Авторка понад 80 наукових праць, курсу «Жінки та чоловіки: гендер для всіх» на платформі Prometheus, книг «Гендер для всіх. Виклик стереотипам» (2017, «Основи»), «Чому не варто боятися фемінізму» (2018, «Комора»).
- Віра Агеєва — письменниця, літературна критикиня, гендерна дослідниця. Однією з перших у пострадянську добу заговорила про потребу ревізії патріархальних цінностей.
- Оксана Забужко — українська письменниця, феміністка, громадська активістка, публічна інтелектуалка.[6]